# Sierakowski-Palast

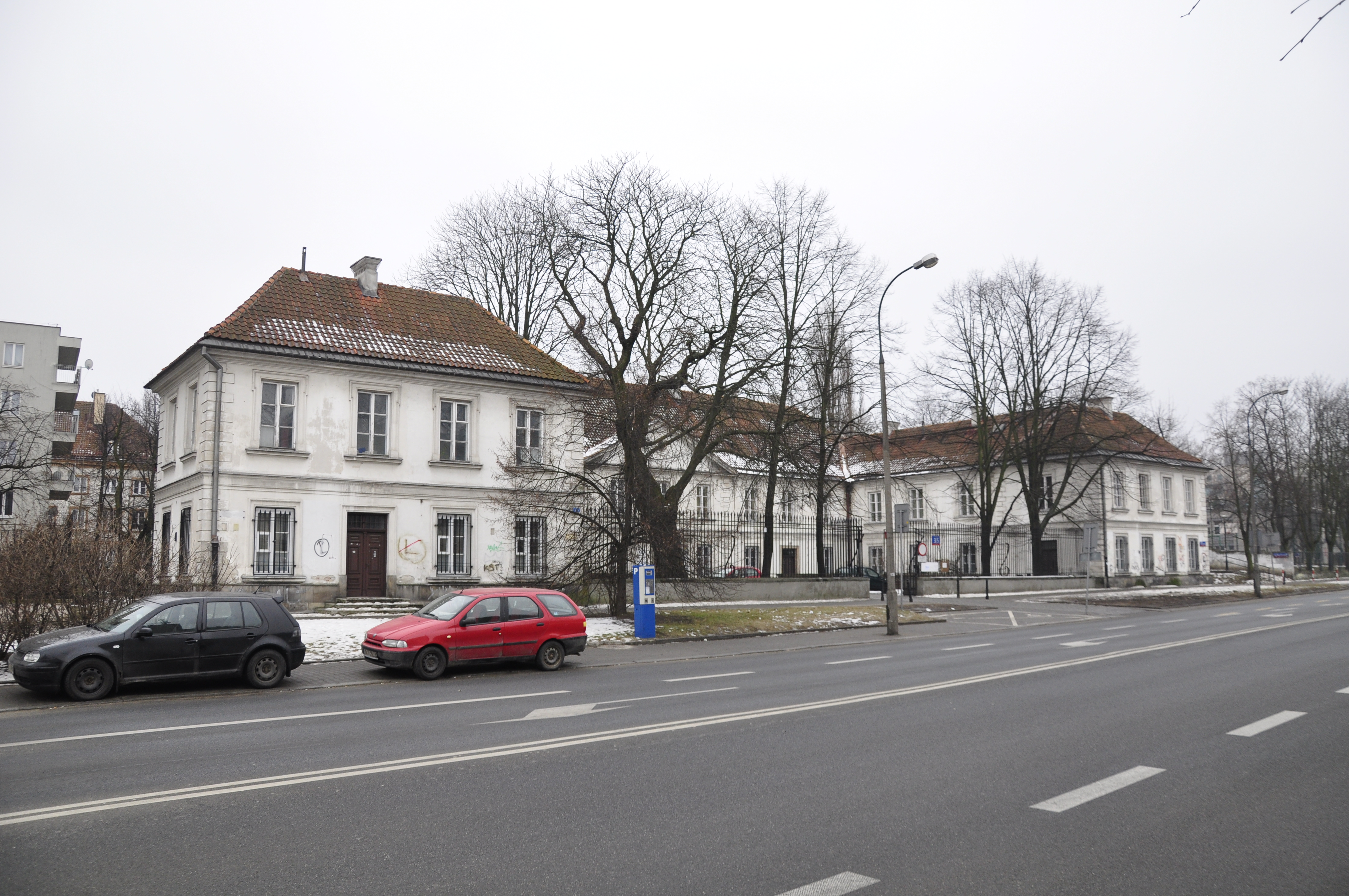
Frontseite des Palastes von der Konwiktorska aus gesehen

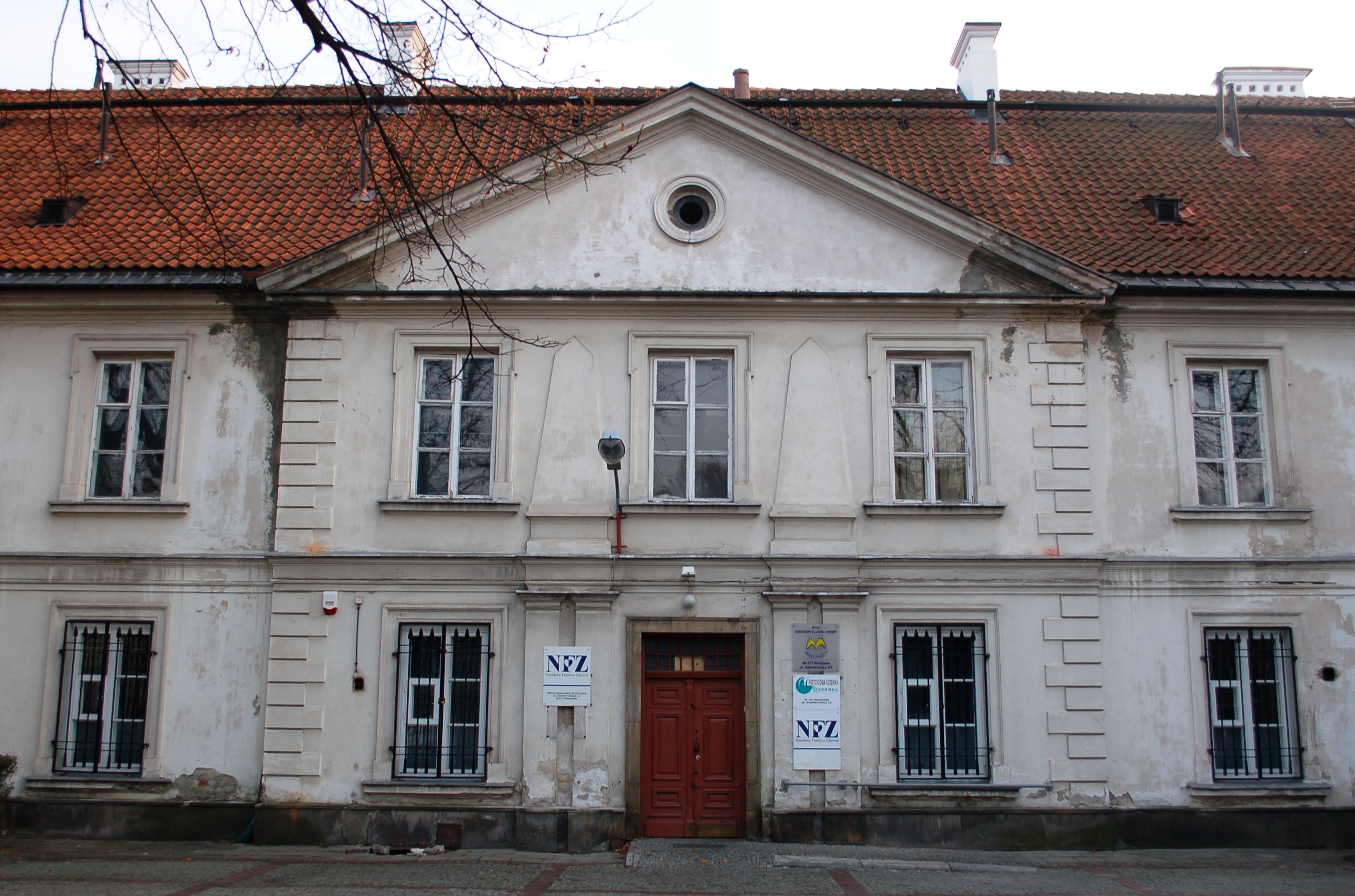
Der Eingang zum Corps de Logis; Mittelrisalit mit Dreiecksgiebel

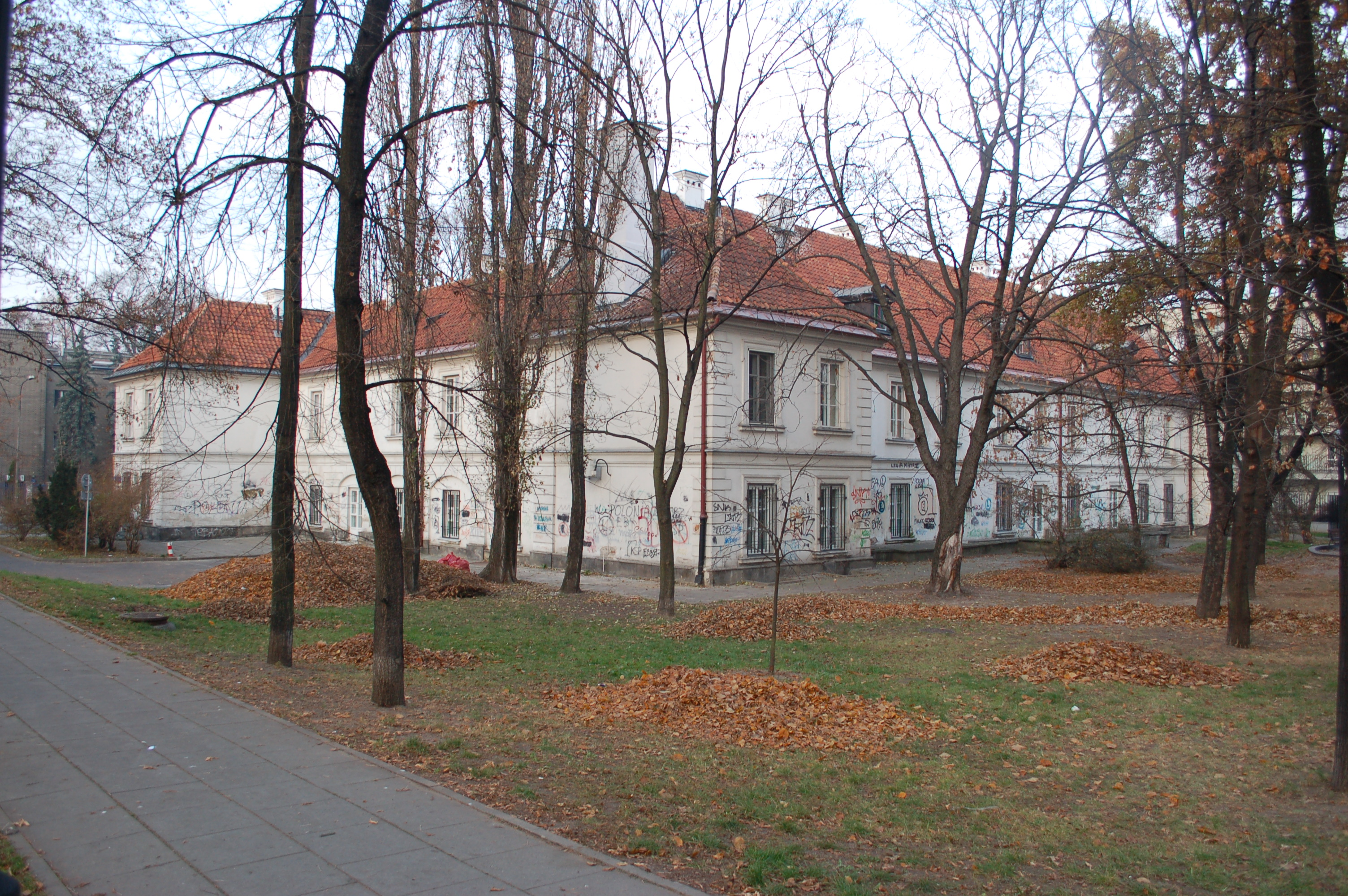
Der Palast aus südwestlicher Richtung (etwa aus Richtung der Schule Nr. 12). Ein hier ursprünglich sich über den jetzigen Weg erstreckender Westflügel der Kaserne wurde nicht wieder errichtet

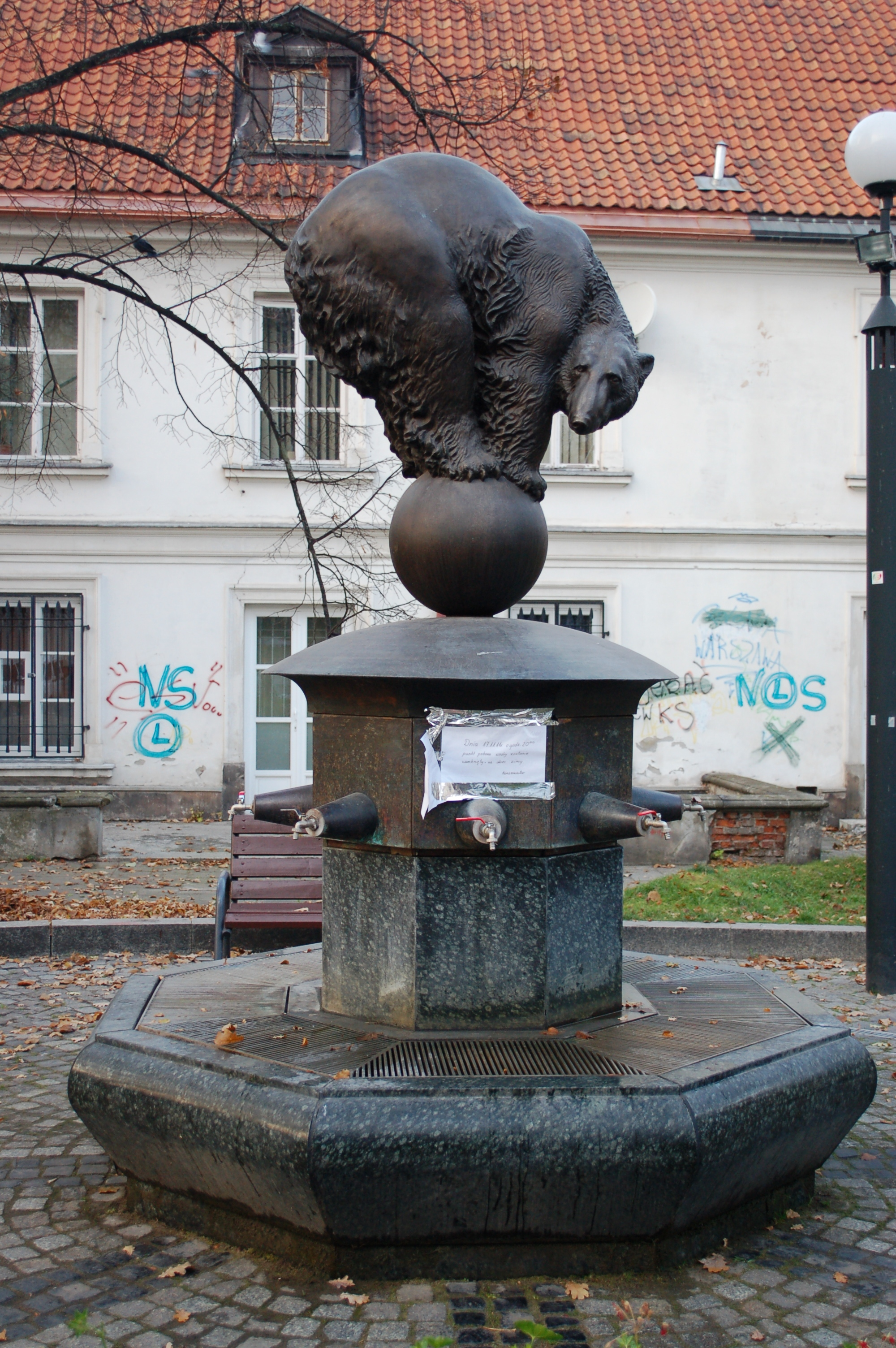
Ein moderner Brunnen mit Bronzeplastik im ehemaligen Palastgarten

Der Sierakowski-Palast, auch Sierakowski-Kasernen oder Konwiktorska-Kasernen (polnisch: Pałac Sierakowskiego, Koszary Sierakowskie oder Koszary Konwiktorskie) genannt, liegt im nördlichen Teil der Warschauer Neustadt und gehört zum Innenstadtdistrikt der Stadt. Das Objekt mit der Anschrift Ulica Konwiktorska 3/5 wurde im Laufe seiner wechselhaften Geschichte als Residenz, Kaserne, Krankenhaus sowie als Schule genutzt. Derzeit befindet sich hier eine Zweigstelle des Nationalen Gesundheitsfonds NFZ (polnisch: Narodowy Fundusz Zdrowia).

## Geschichte
Ein erstes Gebäude wurde hier in den Jahren 1754 bis 1757 für einen Jesuitenkonvikt errichtet. Nachdem es an den Kastellan von Płock Maksymilian Sierakowski übergegangen war, ließ der – vermutlich unter Einbeziehung des Vorgängergebäudes – an der Stelle einen Palast errichten.

### Kasernennutzung
1818 erwarb die Kriegskommission der Regierung (polnisch: Komisja Rządowa Wojny) das Objekt, um hier einerseits Wohnungen für Aktive und Reservisten wie auch Verwaltungs- und Wirtschaftsräume (Bäckerei, Wäscherei, Stallungen und Remisen) für das im nahegelegenen Sapieha-Palast stationierte 4. Infanterieregiment (die sogenannte „Czwartaki“- oder auch „Kinder Warschaus“-Einheit, polnisch: 4 Pułk Piechoty Liniowej - „Czwartaków“ bzw. „Dzieci Warszawy“) einzurichten. Die Um- und Erweiterungsbauarbeiten, die von Jakub Kubicki und vermutlich auch von Wilhelm Heinrich Minter geleitet wurden, waren 1820 abgeschlossen. Sie gaben dem Palast anstelle des früheren spätbarocken Aussehens eine spätklassizistische Ausgestaltung. Ab 1830 war hier vermutlich das gesamte II. Bataillon des 4. Infanterieregiments kaserniert.
Nach dem gescheiterten Novemberaufstand wurde das Objekt bis 1852 und erneut von 1861 bis 1915 von Truppen des Russischen Reiches als Kaserne genutzt. In der Zwischenzeit diente es als Krankenhaus zum Heiligen Geist (polnisch: Szpital Św. Ducha), das vormals im Palast der Dorota Miączyńska (Ulica Przyrynek) untergebracht war. Ab 1861 war dann das russische Garde-Regiment Friedrich Wilhelm III. (polnisch: Gwardyjski Sankt-Petersburski Pułk) aus St. Petersburg im Gebäude stationiert.

### Zweite Republik
Nach Erlangung der Unabhängigkeit waren ab 1919 in den Kasernengebäuden zunächst die 1. Motorisierte Division (polnisch: 1 Dywizjon Samochodowy) und nach der Reorganisation der gepanzerten Truppen 1931 das II. Bataillon des 3. Panzerregiments (polnisch: 3 Pułk Pancerny) der Festung Modlin untergebracht. Nachdem diese Einheit 1933 wieder nach Modlin verlegt worden war, bezog ein neu erstelltes Bataillon, das später als III. Panzerbataillon (3 Batalion Pancerny) bezeichnet wurde, die Kaserne. Aufgrund mangelnder Größe mussten Stab, Garagen und Werkstätten dieser Einheit jedoch im Fort Wola stationiert werden. Ab 1938 wurden diese Teile zunächst in eine Kaserne nach Marymont und dann in das nähergelegene Fort Aleksieja  verlegt.

### Zweiter Weltkrieg und Nachkriegszeit
Während des deutschen Angriffes auf Warschau im Jahr 1939 brannten Teile der Anlage aus. Bei den hier besonders erbittert geführten Kämpfen beim Warschauer Aufstand wurden auch die verschont gebliebenen Gebäudereste zerstört. Von 1951 bis 1954 wurde der Palast unter der Leitung von Barbara Andrzejewska nach dem früheren Entwurf von Kubicki wieder aufgebaut. Ein großer westlicher Gebäudeflügel wurde dabei jedoch nicht wieder errichtet, an seiner Stelle befindet sich heute die Schule Nr. 12 (Ulica Konwiktorska 7).
Derzeit befindet sich in dem wenig gepflegten Gebäude ein Ambulatorium des polnischen Gesundheitsdienstes. An der Westseite des Gebäudes wurde eine Gedenktafel zum Warschauer Aufstand montiert. Hinter dem Palast befindet sich ein öffentlicher Brunnen, der mit der Skulptur eines Tanzbären geschmückt ist.